# 아인트라흐트슈타디온
아인트라흐트슈타디온(Eintracht-Stadion)은 독일 브라운슈바이크에 위치한 다목적 경기장이다. 축구와 미식축구 경기장으로 사용되고 있으며 아인트라흐트 브라운슈바이크의 홈 구장이기도 하다. 1923년 6월 17일에 개장하였으며 수용 인원은 24,406명이다.